# نورمان هارولد موس
نورمان هارولد موس (بالإنجليزية: Norman Harold Moss)‏ هو كاتب عدل ‏ نيوزيلندي، ولد في 1896 في دنيدن في نيوزيلندا، وتوفي في 1974 في Ōakura ‏ في نيوزيلندا.